# Зоряний цілитель
Зоряний цілитель (англ. Star Healer) — один з науково-фантастичних медичних романів Джеймса Вайта з циклу «Головний сектор».. Опублыкований 1985 року.

## Жанрова характеристика
- Жанрово-тематичний класифікатор:[2]
  - Жанри / піджанри: Фантастика (наукова фантастика | Позапланетарна/планетарна фантастика)
  - Загальна характеристика: Пригоди, Психологія
  - Місце дії: Поза Землею (Відкритий космос)(Планети інших зоряних систем)
  - Час дії: Далеке майбутнє
  - Сюжетні ходи: Ксенофантастика | Перший контакт | Зростання героїв
  - Лінійність сюжету: лінійний
  - Вік читача: Будь-який

## Герої
- Старший лікар Конвей (англ. Conway)
- Діагностист Прилікла (англ. Prilicla)
- Майор О'Мара (англ. O'Mara)
- Цілителька Коне (англ. Khone)
- Медична сестра Мерчісон (англ. Murchison)
- Торнастор? (англ. Thornnastor)

## Стислий опис
Старшого лікаря Конвея замінють на космічному човні швидкої допомоги «Rhabwar» діагностистом Приліклою та відправляють на нововідкриту планету Гоглеськ (англ. Goglesk) відпочити. Там він знайомиться з цілителькою Коне (англ. Khone), і стає свідком масової деструктивної расової істерії у відповідь на фізичну близькість.
Він здійснює з'єднання з розумом Коне і довідується набагато більше. Повернувшись до Головного сектора, Конвей вирішує лікувати деяких потерпілих від катастрофи в Хадларі (англ. Hudlar) за допомогою зворотньої трансплантації кінцівки. Також, він пропонує відмовитися від геріатричних проблем Худлара шляхом вибіркової ампутації. Врешті-решт, він успішно «рятує» розумного телепатика Ненародженого (англ. Unborn, молодого Протектора) (див. в іншому романі серії «Корабель швидкої допомоги») від свого войовничого без розуму Протектора (англ. Protector).
Конвей кар'єрно зростає до діагностиста.

## Переклади українською
Твір не перекладено українською мовою.